# 凍りのくじら
『凍りのくじら』（こおりのくじら）は、辻村深月による日本の小説。
2005年11月9日に講談社ノベルス版、2008年11月14日に講談社文庫版が発売された。2024年6月12日には限定愛蔵版が発売され、特典でクリアしおりが封入された。
第27回吉川英治文学新人賞候補作。

## あらすじ

### プロローグ
25歳の芦沢理帆子は、亡き父と同じ写真家としてキャリアを積んできた。父の名である「芹沢光」を冠した彼女は、写真誌『アクティング・エリア』のコンテストで大賞を受賞する。
その活躍から「様々な分野で活躍する二十代女性」を特集するファッション誌のインタビューを受けることになった。インタビュアーから「あなたの描く光はどうしてこんなに強く美しいんでしょう」と問われた理帆子は、「暗い海の底や、遥か空の彼方の宇宙を照らす必要があるから。そう答えるようにしています」と答える。理帆子はその時、自分が口にした言葉を胸に、まるで理帆子自身が暗い場所から強い光に照らされたように感じた高校2年生の頃からの出来事を回想し始めた。

### 第1章『どこでもドア』
F高校2年生の理帆子は、友人のカオリや美也に付き合い、飲み会の人数合わせに付き合う。そこで出会ったJ2リーグのサッカー選手たちとの会話に藤子・Ｆ・不二雄の名言の「スコシ・フシギ」になぞらえて「スコシ・◯◯」と心の中で言いながら時間を過ごす。学校では、生徒会長の加世と目立たない立川との間に挟まれた過去を思い返し、どんな属性の人間ともやり取りできる自分を「どこでもドア」のようだと称するも「スコシ・フザイ」だとも感じていた。
そんな理帆子の前に、新聞部の3年生別所あきらが現れ、写真のモデルを依頼する。別所は卵巣癌で入院中の母を見舞う理帆子を病院でよく見かけると言う。理帆子は自分が父・芹沢光の方に懐いていたと思われている母・汐子との会話が空回りしていることに悩んでいた。

### 第2章『カワイソメダル』
2か月前に別れたはずの元恋人、若尾大紀と再会した理帆子は、自己中心的な若尾の言動に疲弊する。そこに偶然、美也がその場に現れると、若尾の機嫌はさらに悪化する。後日、別所からプレゼント選びのアドバイスを頼まれ、一緒に買い物に出かける約束をした理帆子は、カオリに若尾との縁を切るよう忠告されるが、その深刻さを理解できない。
別所との買い物中、理帆子は『ドラえもん』好きになった理由や、小学6年生で失踪した父について打ち明ける。別所に入院中の母のことを話すと、思いがけない視点からの意見を提示される。さらに若尾との関係について、ドラえもんの道具『カワイソメダル』を使い、相手の情を掴むように若尾が自分を支配している現状を話すが、別所は無理強いを避けるように助言する。しかし、理帆子の心の底には若尾への執着が残っていた。

### 第3章『もしもボックス』
母に頼まれ、父の書斎で『ドラえもん』のコミックを取りに来ている理帆子は、父が蒸発した小学校6年生の頃から「もしも」という思いを巡らせていたことを回想する。病院へ向かうと、そこに父・芹沢光の新しい写真集制作を依頼するため、大手出版社・稀譚社の飯沼が現れる。母・汐子があっさりと快諾する中、理帆子は驚きを隠せない。遅れて両親の友人・松永純也が到着した後、理帆子が病室から出て病院の中を歩いていると、病院では初めて別所の姿を見かける。
理帆子は別所に今日起こったことを話した後、『ドラえもん』の道具で何がほしいか尋ねてみる。すると別所は「もしもボックス」と答え、その意外な使い方を聞いた理帆子は、過去・現在・未来の「もしも」について改めて思いを巡らせる。

### 第4章『いやなことヒューズ』
カオリの警告を無視し、再び若尾と会う約束をした理帆子は、待ち合わせで若尾の豹変ぶりに言葉を失う。若尾は理帆子の予想以上の速さで崩壊しており、理帆子はドラえもんの「いやなことヒューズ」のように気を失ったふりをしてその場を逃れる。かつての良い思い出も遠い記憶となり、カオリに縁を切るよう諭されても事の深刻さに気づけない。翌朝、東京での無差別殺傷事件のニュースを見て、若尾と犯人の心情の近さに気分を悪くし、学校を早退する。
電車の中で幼い頃にやってしまった自らの暴力的な出来事を思い返していると、一人の小学生の姿が目に止まり、その子が向かった先に別所の姿を見つけ、理帆子は別所と「いくや」の名札をつけた少年の後を追う。街をさまよった末、少年と別所がいるマンションの前にたどり着いた理帆子は、別所より松永育也が松永純也の息子であること、そして育也が言葉を話すことが困難であるという症状を抱えていることを聞く。さらに別所の進路や将来の夢、凍りついたくじらの救出話を聞いた後、理帆子は別所の写真モデルを引き受けることを承諾した。

### 第5章『先取り約束機』
別所のモデルになった理帆子は、最初の撮影でドラえもんの道具「先取り約束機」になぞらえ、挫折を知らない若尾との関係について別所に相談する。別所は客観的に助言を送る。夏休み、美也が理帆子の家に泊まりに来る中、若尾からの不気味な「プレゼント」が届く。美也は雑誌で見た「ストーカー診断」では若尾のストーカー度が高いと伝え、カオリの忠告通り縁を切るよう促すが、理帆子はその意見を受け入れられない。自分に向けられた悪意が迫っていることにも、まだ気づいていなかった。後日、母の見舞いで母からも写真モデルを頼まれるが、飯沼の来訪で話は中断される。その時、東京湾の迷子の子クジラのニュースが流れていた。
別の日の撮影中、理帆子は迷子の子クジラの顛末について話すと、別所は客観的な意見を返す。理帆子はストーカーの定義などを尋ねると、思いがけない状況で別所の過去の家族に関する話を聞くことになり、凍りに閉じ込められたくじらの話を重ね合わせて思い返す。その後、母が体調を崩して帰宅できなくなり、理帆子はショックから若尾からの電話にうっかり出てしまうが、彼はさらに自己中心的なことしか話さなくなっていた。

### 第6章『ムードもりあげ楽団』
金曜の夕方、外泊が不可能になった母を病院に残し、バスに乗った理帆子は車窓から松永育也ともう一人の少女を見つけ、バスを降りる。育也たちを迎えに来た家政婦の多恵に招かれ、育也の誕生日を祝うためマンションへ。以前、別所に聞かされた通り、育也は理帆子にとって親戚の叔父のような存在である松永純也の子どもだった。
パーティーで多恵から育也や別所の話を聞いた理帆子は、育也がなぜ喋れなくなったのかの真相は不明なものの、純也が結婚していながら育也をもうけた経緯や育也の育ちについて詳しく聞く。話が長引く中すっかり夜になり、『ドラえもん』の放送時間になる。育也と理帆子は『ドラえもん』を見終えると、育也の部屋でピアノを弾く育也の演奏した『沈める寺』は、先ほど見ていた「ムードもりあげ楽団」とは対照的な重い響きを持っていた。多恵が贈ったオルゴールにも入っていた曲だ。理帆子は育也の演奏を聞き、純也の娘である詩織とは比べ物にならないほどの育也の才能に気づき、純也がなぜ育也と一緒に暮らせないのかを考える。その後、別所の使っていた部屋を見ることになった、その部屋には父・芹沢光の大量の写真が飾られており、理帆子は色褪せた流氷の写真と幼い自分を写した写真に目を向けた。

### 第7章『ツーカー錠』
夏休みの終わりが近づく中、別所とは会う機会がなかったが、あの日以降、多恵の都合がつかない日は理帆子がバス待合所から育也を家まで送るようになっていた。多恵からは育也とおそろいの『ドラえもん』柄の手作り小巾着袋をプレゼントされる。一方、カオリからの電話で、美也が理帆子の家の前で若尾と遭遇し、さらに街中で暴力を振るわれたと知る。「ツーカー錠」の効果などとっくの昔に切れている。理帆子はようやく事の重大さに気づき、若尾との縁を切る決意をするが、その最後通告のやり取りで余計なことを言ってしまったため、以降若尾は理帆子に対して完全にストーカーと言って差し支えないような行動を取るようになってしまう。
秋の深まりとともに母の汐子の容態は悪化し、残されたわずかな時間の中で理帆子は母を失う不安を感じていた。そんな時、病院で久々に別所を見かけるが、彼が歩いてきた先には亡くなった人が安置される場所があった。若尾から逃れるために友人の家を転々とし、母の容態悪化という状況で心身ともに追い詰められた理帆子は、多恵にもらったドラえもんの巾着袋をなくしてしまう。憔悴しきった理帆子の元に、さらに追い打ちをかけるように、母が危篤と病院からの電話で知らされる。

### 第8章『タイムカプセル』
母の葬儀が滞りなく進んでいく。生前の母が、娘の理帆子が一人残されることを察し、あらかじめ準備をしていたからだった。犬猿の仲のはずの加世と立川が揃ってやって来て、葬儀の受付を手伝う。カオリと美也も参列し、特に美也は理帆子が家の事情について本当のことを話していなかったことを指摘しつつも、理帆子の想像以上に彼らが理帆子のことを心配していたと知る。純也たちに配慮しながら多恵と育也も葬儀の終わり頃にやって来て、育也はドラえもんの巾着袋を理帆子の元に置いて帰ってしまう。
飯沼より、父の写真集が完成したと知らされ、理帆子はその写真集に目を通す。母が選定したその写真集には理帆子の「帆」の一字が用いられ、その「タイムカプセル」のような構成を目にして、理帆子は母がどれだけ家族を、そして理帆子のことを思っていたかをようやく知ることができたのだった。その後、理帆子は育也に会った際、葬儀の日に理帆子の家に置いていったドラえもんの巾着袋を返す。しかし、その日の育也はどこか不思議な感じだったと別れ際に気づく。
久々に学校に行った理帆子は、加世や立川の相変わらずの仲に懐かしさを覚える。進学校特有の受験対策で3年生の登校数が減り、別所も学校に来ていないことに気づく。そんな中、理帆子の携帯電話に見知らぬ番号から電話が着信する。電話の相手は若尾で、電話の向こうからは聞き慣れた、いや、今耳にしている風景と同じ環境音が響いている。さらに若尾はなぜか育也のことやドラえもんの巾着袋のことを口にする。想像を絶する事態に卒倒しかける理帆子は若尾に状況説明を求めるが、若尾はそれに応じなかった。

### 第9章『どくさいスイッチ』
若尾は最後まで自分で責任を取らず、まるで「どくさいスイッチ」を押して自分以外の存在を世界から消し去れば物事が解決するとでも思い込んでいるようだった。もう彼からは何も聞き出せないと悟った理帆子は、自分と両親、そして壊れてしまう前の若尾との思い出がある静岡県のK海岸近くの山へ向かう。支離滅裂な若尾の発した言葉の中から、その場所に育也が連れて行かれたとしか考えられなかったからだ。
理帆子は意を決して山の奥に踏み込み、育也を見つけることができたが、育也は危険な状態にあった。育也を背負い来た道を戻ろうとした理帆子だが、夢中で歩いてきたため、どこに戻れば良いか分からなくなってしまう。そんな状況の理帆子に向かって強い光が照らされた。光の先には別所が立っていた。

### 第10章『四次元ポケット』
別所に導かれながら、理帆子は改めて周囲の物事に「スコシ・◯◯」と付けて遊んでいたことを別所に説明する。一方、別所は自分が育也にかけた言葉が呪いになっていると告げる。そこで育也が言葉を話すことが困難な症状を抱えているのではなく、自分から積極的に言葉を話さない人柄だったと気づく。そして、理帆子は父との思い出を回想する。赤いランプの光のようなものが理帆子の視界に入ったが、それがパトカーなのか救急車なのかは判別できなかった。
その直後、別所が持っていた懐中電灯を理帆子に向けると「テキオー灯」と言った。理帆子の中で様々な曇りが晴れていくようにこれまでの出来事が再生され、そこにいつも別所はいなかったこと、そして別所の存在は理帆子以外には見えていなかったことに気づく。別所の「テキオー灯」の光による導きが終わると、理帆子は多恵や純也の元にたどり着き、理帆子は本来いるべき世界に戻ることができた。

### エピローグ
様々な出会いと別れを重ね、25歳の理帆子は今ここにいる。大賞を獲った写真が展示されているデパートに郁也がやってくると、郁也はかつて理帆子が自分や身の回りの事柄に「スコシ・ナントカ」と付けて遊んでいたことを今も続けているか尋ねる。理帆子はもうやっていないと答えた後、結局郁也に「スコシ・◯◯」と言いかけてしまいそうになる。その瞬間、ファッション誌のインタビューに答えた時のやり取りを反芻しながら、あの時自分が口にした言葉についてこう補足する。
「そこにいる人々を照らし、息ができるようにする。それを見た人間に、生きて行く居場所を与える」、そして「同じ光を世界に届けたいから、私は写真を撮っている」と。

## ひみつ道具

### 章題
各章のタイトルはドラえもんのひみつ道具から採られている。自身の体験を振り返り、家族の幸せの象徴は何かと考えた結果こうなった。主人公・理帆子の人柄から、負のイメージの強い道具ばかりなので、次に機会があれば明るいイメージの道具で構築されたものを書きたいと語っている。
- どこでもドア
- カワイソメダル
- もしもボックス
- いやなことヒューズ
- 先取り約束機
- ムードもりあげ楽団
- ツーカー錠
- タイムカプセル
- どくさいスイッチ
- 四次元ポケット

### その他
- 作中で理帆子が「欲しい」と挙げたもの
  - 入りこみ鏡
  - 逆世界入りこみオイル
  - おざしきつりぼり
- ふえるミラー
- 悪魔のパスポート
- ニクメナイン
- ビッグライト
- スモールライト
- すて犬だんご
- オールマイティーパス
- テキオー灯
- きせかえカメラ
- 断ち物願かけ神社

## 登場人物
芦沢 理帆子（あしざわ りほこ）
県内一の名門F高校の2年生。幼い頃から読書好き。『ドラえもん』を敬愛し、父と同様に作者の藤子・F・不二雄を「藤子先生」と呼ぶ。藤子の遺した「ぼくにとっての『SF』は、『サイエンス・フィクション』ではなくて、『少し不思議な物語』のSFなのです」という言葉に共感。以来、読書以外の場面でも、人の個性や物事の性質を「スコシ・ナントカ」と表現する。自身を「少し・不在」と感じている。
写真家だった父・芦沢光は、理帆子が小学6年生の頃、癌の闘病を見せたくないと失踪。後に理帆子は「二代目・芦沢光」を名乗るようになり、父の名を継いだ。
芦沢 汐子（あしざわ しおこ）
理帆子の母親。S市の共立病院に入院中。悪性卵巣腫瘍が転移し、余命2年と宣告されている。夫の失踪など過去を「少し・不幸」と捉えている。
別所 あきら（べっしょ あきら）
F高校3年生。新聞部所属。色白で血管が透けて見える腕は「少し・不健康」。理帆子に写真モデルを依頼する。人に流されない「少し・フラット」な性格。
若尾 大紀（わかお だいき）
理帆子の元恋人。私大法学部卒の司法浪人。弁護士志望。交際当時は、純粋で大きな夢を持つ彼は社会では不自由だろうと「少し・不自由」と理帆子に評されていたが、別れたあとの彼は次第に「少し・腐敗」へと変化していく。
松永 純也（まつなが じゅんや）
世界的な指揮者。理帆子の父とは幼馴染で親友。妻は大手楽器メーカー創始者の曾孫。娘が一人いるが、妻以外の相手との間に郁也をもうける。男手のない芦沢家を経済的に支援する人格者。芹沢光の写真集出版を考える飯沼と母の汐子の仲介役を務める。完璧すぎるため、理帆子には人間味がないように感じられ「少し・不完全」だと思われている。
カオリ
理帆子の友人。かなりのヘビースモーカー。より良い男性を求めて飲み会を渡り歩く「少し・ファインディング」。
美也（みや）
県内の商業高校2年生。カオリを通じて知り合う。何にも縛られていないような「少し・フリー」な雰囲気。
加世（かよ）
理帆子のクラスメイト。F高校初の女子生徒会長。反骨精神を原動力に、怒りの対象を探すのが好き。「少し・憤慨」している。
立川（たちかわ）
理帆子のクラスメイト。地味な自分を変えようとしている。友達がいないことに不安を感じる「少し・不安」な女の子。新聞部所属で、部長に片思い中。
宮原（みやはら）
J2リーグのサッカー選手。カオリの紹介で理帆子と知り合う。そつがなく健全な「少し・普通」の人物。
飯沼（いいぬま）
大手出版社・稀譚社の社員。芦沢光の写真集出版を依頼しに、入院中の母の元へやって来る。
松永 郁也（まつなが いくや）
小学校4年生。松永純也の息子。私生児として認知されているが、4歳で母を亡くし、家政婦と二人暮らし。話すことができない「少し・不足」な少年。
久島 多恵（ひさじま たえ）
郁也の家政婦。歯切れの良い口調でよく喋る「少し・フレッシュ」な女性。

## 関連作品
『子どもたちは夜と遊ぶ』
作中で萩野が月子にプレゼントしたフォトカードは芦沢光の作品。
『スロウハイツの神様』
環と親交がある写真家「芦沢光」として理帆子が登場する。
『ぼくのメジャースプーン』
郁也の友達のふみちゃんが主要登場人物で彼女が声を出せなくなった原因が語られる。また、郁也がピアノの上手な少年として苗字だけ登場する。
『名前探しの放課後』
松永郁也が主人公たちと同じ高校の同級生として登場し、郁也の同伴者として理帆子と多恵がそれぞれ登場する。